# Кучко-Памаш
Кучко-Памаш (мар. Кораксола) — деревня в Моркинском районе Республики Марий Эл. Входит в состав городского поселения Морки.

## География
Находится в юго-восточной части республики Марий Эл на расстоянии приблизительно 5 км на юг-юго-запад от районного центра посёлка Морки.

## История
Деревня основана в конце XVIII века. В 1839 году в выселке Кучкамаши находилось 18 дворов, насчитывалось 65 душ мужского пола. В 1859 году в околотке Кучкапамаш было 27 дворов, проживали 226 человек. В начале XX века здесь (деревня Кучко-Памаш) числилось 63 двора, проживал 371 человек. В 2003 году в деревне находилось 100 домов. В советское время работали колхозы им. Калинина и «Авангард».

## Население
Население составляло 370 человек (мари 100 %) в 2002 году, 327 в 2010.

## Известные уроженцы
- Коряков Ксенофонт Тимофеевич (1909—1989) — марийский советский педагог, журналист. Редактор журнала «Пионер йÿк» («Голос пионера») и газеты «Ямде лий» («Будь готов!») (1935―1938). Участник Великой Отечественной войны: командир взвода и замполит батальона 656 стрелкового полка 116 стрелковой дивизии на 2-м Украинском фронте, лейтенант. Член ВКП(б).
- Юшков Василий Ильич (1920—2009) — марийский советский и российский деятель науки, учёный-экономист. Заведующий кафедрой политэкономии Марийского педагогического института имени Н. К. Крупской (1965―1998). Первый из мари доктор экономических наук (1978), профессор. Заслуженный деятель науки Марийской АССР (1980). Участник Великой Отечественной войны. Член ВКП(б).